# موج سینوسی

نمودار توابع سینوسی و کسینوسی

موج سینوسی یک شکل موج مهم در علوم و مهندسی است. 
یکی از موارد رایج این موج، توصیف حرکت‌ سادهٔ نوسانی (مانند حرکت آونگ)، یا نوسان‌ساز‌ها است.
موج سینوسی، با تابع ریاضی زیر بیان می‌شود،
{\displaystyle y=A\sin(\omega t+\theta )}
که در آن  {\displaystyle A}، {\displaystyle \omega } و {\displaystyle \theta } ثابت هستند، و
- A دامنهٔ موج است.
- ω = 2πf، بسامد زاویه‌ای موج و f فرکانس آن است.
- {\displaystyle \theta } فاز اولیۀ موج است.

موج سینوسی رایج‌ترین شکل موج جریان‌ متناوب در مهندسی برق است.
مفهوم «موج» که در این‌جا برای اشاره به این شکل موج به‌کار رفته، اندکی با مفهوم بنیادی و رایج موج در فیزیک تفاوت دارد. به عبارت دیگر، در تعریف موج در فیزیک، وابستگی زمانی و مکانی تغییرات دامنه لحاظ می‌شود. درحالی‌که در تعریف موج سینوسی در این‌جا، تنها به وابستگی زمانی بسنده شده‌است. در واقع در این‌جا از وابستگی مکانی، به دلیل (بسیار) کوچک‌بودن عدد موج، صرف‌نظر شده‌است. کوچک‌بودن عدد موج، به دلیل بزرگ‌بودن طول موج است.

## جستارهای وابسته

رابطه موج کسینوسی با دایره.